# Сельское поселение «Деревня Мелихово»
Сельское поселение «Деревня Мелихово» — муниципальное образование в составе Ульяновского района Калужской области России.
Центр — деревня Мелихово.
Муниципальное образование «Деревня Мелихово» наделено статусом сельского поселения Законом Калужской области от 04.10.2004 года № 354—ОЗ «Об установлении границ муниципальных образований, расположенных на территории административно-территориальных единиц „Барятинский район“, „Куйбышевский район“, „Людиновский район“, „Мещовский район“, „Спас-Деменский район“, „Ульяновский район“, и наделением их статусом городского поселения, сельского поселения, сельского округа, муниципального района».

## Население
| 2010 | 2012 | 2013 | 2014 | 2015 | 2016 | 2017 |
| ---- | ---- | ---- | ---- | ---- | ---- | ---- |
| 484  | ↘480 | ↘473 | ↗485 | ↗494 | ↘485 | ↘482 |
| 2018 | 2019 | 2020 | 2021 |      |      |      |
| ↘468 | ↘467 | ↘461 | ↗476 |      |      |      |

## Состав
В поселение входят 21 населённых мест:
- деревня Мелихово
- деревня Александровка
- село Афанасово
- село Веснины
- деревня Горицы
- деревня Городничев
- деревня Грабково
- село Дубенка
- деревня Косовка
- село Крапивна
- деревня Красногорье
- деревня Любовка
- деревня Минин
- деревня Нагая
- деревня Петуховка
- деревня Ржевка
- село Сопово
- деревня Фёдоровка
- деревня Чухлово
- деревня Шваново
- деревня Ягодное